# عبد الله شريط
عبد الله شريط (1921-2010) أحد المؤسسين للخطاب التنويري والعقلاني في الجزائر وأحد مؤسسي جامعة الجزائر المستقلة، وواحد من الإعلاميين الكبار الذين كونتهم الثورة الجزائرية بثقلها الوطني والإقليمي والدولي.

## ولادته
ولد عبد الله شريط ببلدية مسكيانة ام البواقي بالشرق الجزائري سنة 1921، التحق في صباه بكتاب القرية لحفظ القران الكريم، على عادة أبناء عصره، وبدأ تعليمه الابتدائي بمدرسة فرنسية في مسكيانة سنة 1927 م

## دراسته
- انتقل إلى تبسة سنة 1932 وهناك درس بمدرسة جمعية العلماء «تهذيب البنين» على يد الشيخ «العربي التبسي» سنتين 1932-1934
- توجه إلى تونس سنة 1938 ودرس فيها سنة واحدة، ثم توقف بسبب الحرب العالمية الثانية، وعاد إلى قسنطينة والتحق ببعض مدراسة ا. ولما انتهت الحرب سنة 1945 عاد مرة أخرى إلى تونس وانهى دراسته بجامع الزيتونة ونال شهادة التطويع سنة 1946.
- سافر إلى المشرق عن طريق فرنسا سنة 1947 بجواز سفر مزور وبسعي من النواب الجزائريين في باريس، وفي مقدمتهم محمد خيضر ممثل حركة الانتصار للحريات الديمقراطية في الجزائر في المجلس الوطني الفرنسي.
- ومنها سافر إلى دمشق وبيروت وهناك التحق بالجامعة السورية سنة 1947 بكلية الأدب قسم الأدب عربي لكن تحول إلى قسم الفلسفة بنفس الجامعة وقد تخرج منها بشهادة الليسانس في الفلسفة سنة 1951

## عمله ونشاطه
- عاد إلى الجزائر في الفترة ما بين "1951-1952" ولما تعذر الحصول على عمل عاد إلى تونس سنة 1952 وهناك التحق بالتدريس في جامع الزيتونة بمعهد استحدث خصيصا للعلوم الحديثة.
- التحق سنة 1955 بالبعثة السياسية لجبهة التحرير الوطني التي تشكلت بعد اندلاع الثورة اسندت له مهمة الترجمة من اللغة الأجنبية إلى اللغة العربية. وقد كلف بعد إصدار جريدة «المقاومة» وجريدة «المجاهد» لسان حال جبهة التحرير الوطني بتحرير الافتتاحية والتعليق في الصحيفة وترجمة المقالات المنشورة في الصحافة الدولية عن الثورة الجزائرية وظل يمارس هذه الوظيفة حتى فجر الاستقلال سنة 1962.
- عاد إلى الجزائر في شهر اوت من نفس السنة حين كان محمد خيضر مسؤولا عن الحزب الذي دعاه إلى التعاون معه فكلف بمهام الاعلام ولقد فصل من الحزب بعد خلاف الرئيس بن بلة مع خيضر بسبب صداقته مع الأخير.
- التحق بعد ذلك بجامعة الجزائر استاذا بقسم الفلسفة وظل بها إلى آخر يوم في حياته مدرسا للحكمة وحكمائها. كما كان استاذا مؤطر لاجيال من الطلبة في رسائل الماجستير والدكتوراه.

## التكريمات
- كرم عبد الله شريط من قبل الرئيس الراحل هواري بومدبن في اواخر السبعينيات تثمينا لجهوده الفكرية والعلمية والتربوية.
- كما كرم في عهد الرئيس عبد العزيز بوتفليقة بمناسبة صدور موسوعته المتميزة حول الثورة الجزائرية في الصحافة الدولية

## مؤلفاته
للدكتور عبد الله شريط مؤلفات في حقول معرفية مختلفة في الفلسفة والأدب وعلم الاجتماع والسياسة، بلغ عددها ستة عشر (16) 

### الكتب المنشورة
1-شخصيات أدبية، نشر بتونس سنة 1958
2-الجزائر في مرأة التاريخ 1965
3-الفكر الأخلاقي عند ابن خلدون 1975
4-حوار ايديولوجي حول المسالة الصحراوية والقضية الفلسطينية 1982
5-مع الفكر السياسي الحديث والمجهود الايديولوجي في الجزائر1986
6-المشكلة الايديولوجية في الجزائر وقضايا التنمية 1981
7-تاريخ الثقافة في المشرق والمغرب 1983
8-معركة المفاهيم 1981
9-المنابع الفلسفية في الفكر الاشتراكي 1976
10- من واقع الثقافة الجزائرية 1981
11- نظرية حول سياسة التعليم والتعريب
12- نصوص مختارة من فلسفة ابن خلدون 1984
13- حوار ايديولوجي مع عبد الله العروي
14- اخلاقيات غربية في الجزائر
15- الثورة الجزائرية في الصحافة الدولية (18 جزء)

## وفاته
توفي عبد الله شريط يوم الجمعة 9 يوليو 2010 عن عمر ناهز الـ 89 عاما، ودفن عصر اليوم الموالي بمقبرة العالية 